# Страхил Сотиров
Страхил Христов Сотиров е български офицер, генерал-майор.

## Биография
Роден е на 13 ноември 1929 г. в село Осен, Ескиджумайско. През 1948 г. завършва гимназия в Търговище и след това постъпва в Народното военно училище във Велико Търново. През 1950 г. завършва 71-вия му випуск. Тогава е назначен като командир на курсантски взвод. От следващата година е привлечен на работа във военното контраразузнаване. Служи в гарнизоните в Шумен, Ямбол и в Сливен. След това е началник на отдел при щаба на трета армия. Завършва Военната академия в София, след което е назначен за заместник-началник на отдел „Контраразузнаване“ при Командване „Сухопътни войски“. От 1980 г. е началник на отдела. От 1984 г. е генерал-майор. През 1988 г. става началник на Управление „Военно контраразузнаване на българската народна армия“. Излиза в запаса през 1993 г. Умира на 27 юни 2002 г.

## Образование
- Народно военно училище „Васил Левски“ – до 1950
- Военна академия „Георги Раковски“

## Звания
- 1950 г. – Лейтенант
- 1984 г. – Генерал-майор